# MV Tere Moana
Pour les articles homonymes, voir Levant.
Le Clio est un navire de croisière construit en 1998 par les chantiers Alstom-Leroux Naval de Saint Malo. Il est mis en service en novembre 1998 sous le nom de Le Levant. En 2011, il est vendu à la compagnie Paul Gauguin Cruises et renommé Tere Moana. En juin 2015, la compagnie Paul Gauguin Cruises annonce la vente du Tere Moana à la compagnie Grand Circle Travel. La vente fut effective à partir du 14 mai 2016. En attendant, le navire a continué ses croisières pour la compagnie Paul Gauguin Cruises.

## Histoire

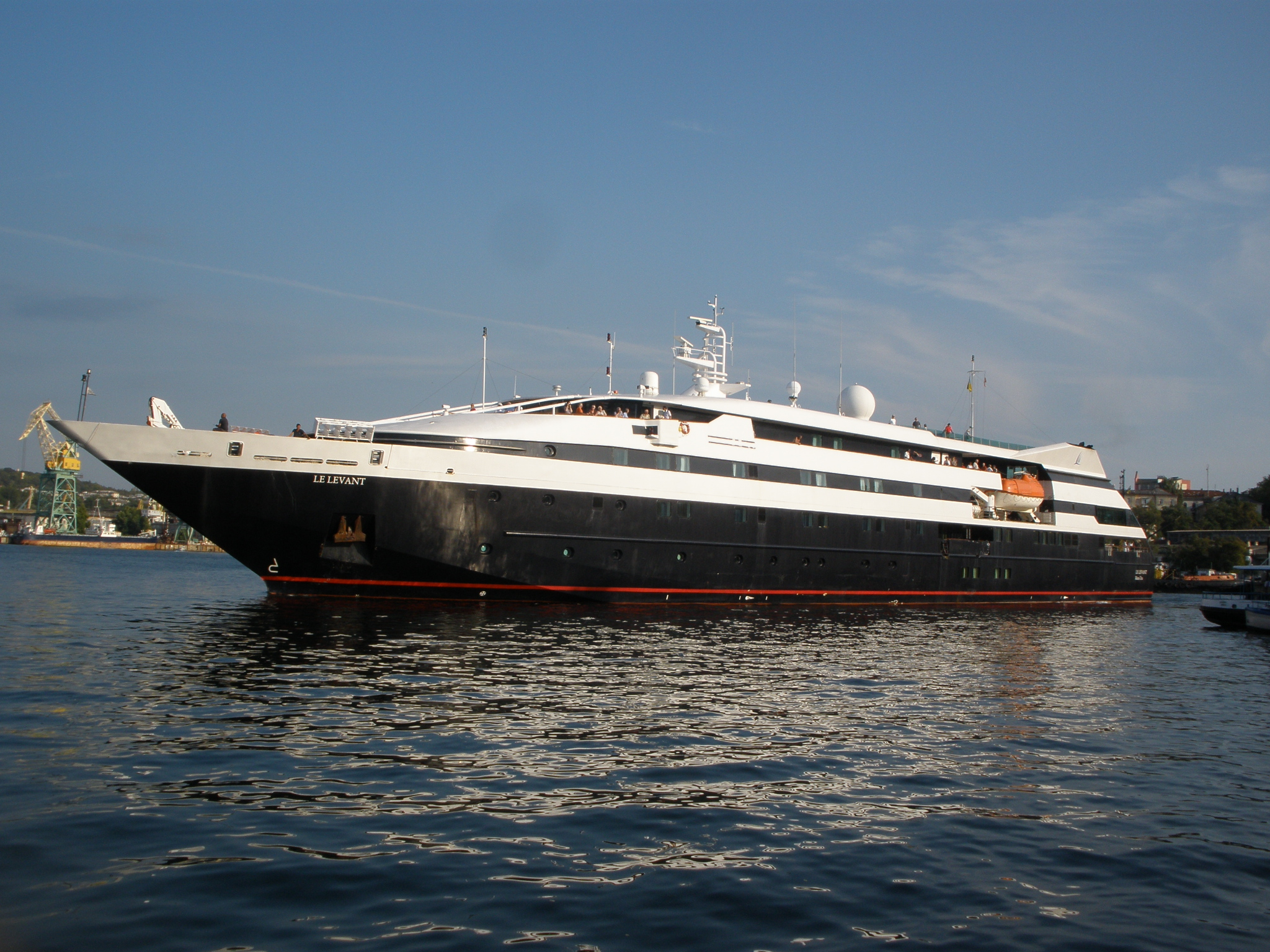
Le Levant aux couleurs de la Compagnie du Ponant.

Le Tere Moana est un navire de croisière construit en 1998 par les chantiers Alstom-Leroux Naval de Saint Malo. Il est mis en service en novembre 1998 sous le nom de Le Levant.
En novembre 2011, il est vendu à la compagnie Paul Gauguin Cruises et mis en service pour cette compagnie sous le nom de Tere Moana en octobre 2012.
Le 12 juin 2015, la compagnie Paul Gauguin Cruises annonce la vente du Tere Moana à la compagnie Grand Circle Travel. La vente fut effective à partir du 14 mai 2016. En attendant, le navire continue ses croisières pour la compagnie Paul Gauguin Cruises.
Le navire est renommé Clio en juillet 2016.

## Destinations
Sa petite taille, adaptée à la navigation au plus près des côtes et à la remontée des fleuves, permet d'accéder à de nombreuses îles et lieux inaccessibles à la plupart des navires de croisières :
- le fleuve Orénoque (Venezuela) et l'Amazone (Brésil) ;
- la Guyane française ;
- la Croatie, la Grèce, l'Italie ;
- la mer Noire.